# Stanley H. Kunz

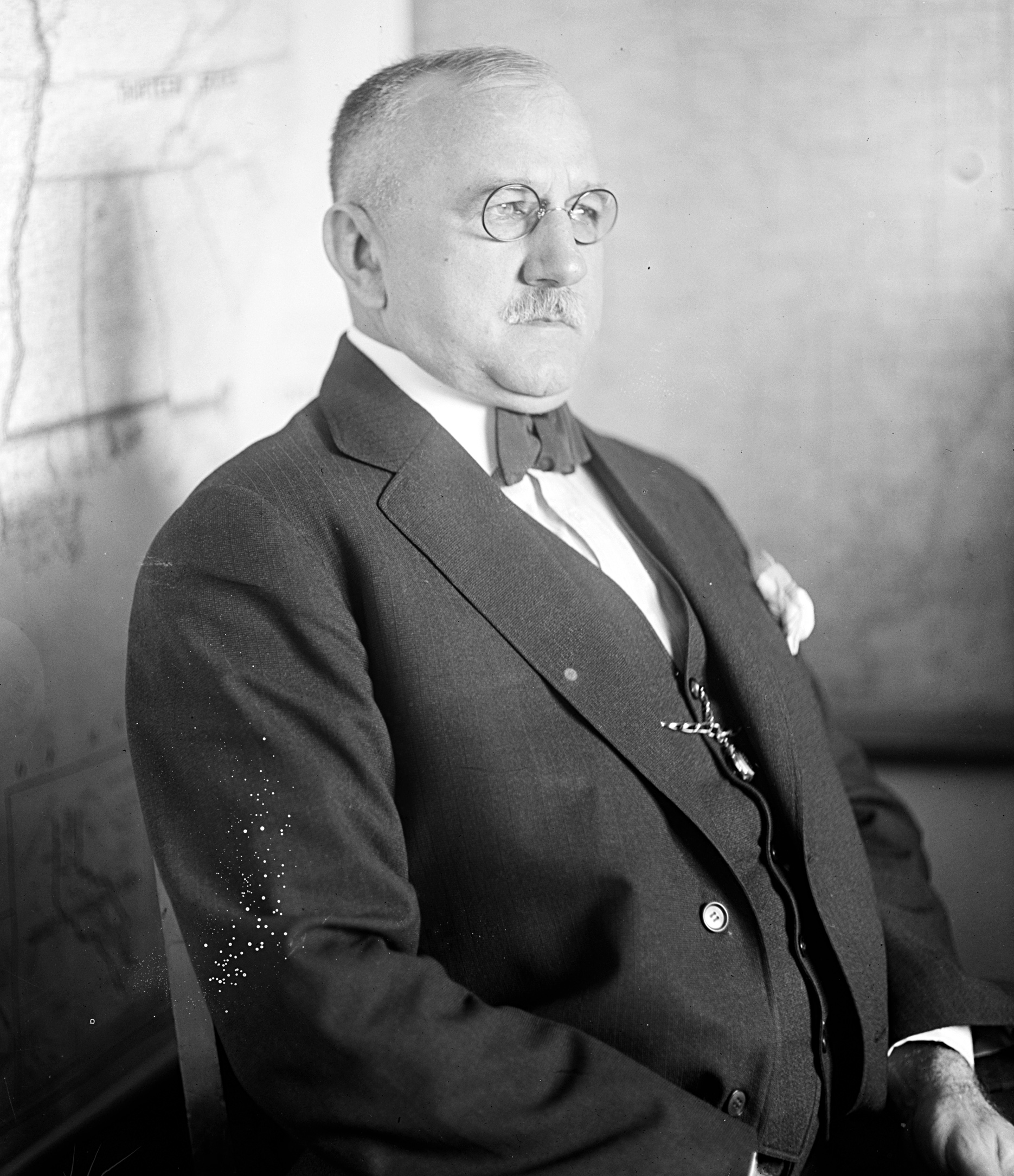
Stanley H. Kunz

Stanley Henry Kunz (* 26. September 1864 in Nanticoke, Luzerne County, Pennsylvania; † 23. April 1946 in Chicago, Illinois) war ein US-amerikanischer Politiker. Zwischen 1921 und 1933 vertrat er zweimal den Bundesstaat Illinois im US-Repräsentantenhaus.

## Werdegang
Stanley Kunz besuchte die öffentlichen Schulen in Chicago, das St. Ignatius College und das Metropolitan Business College, ebenfalls in Chicago. Danach schlug er als Mitglied der Demokratischen Partei eine politische Laufbahn ein. Zwischen 1888 und 1890 war er Abgeordneter im Repräsentantenhaus von Illinois; von 1902 bis 1906 gehörte er dem Staatssenat an. Von 1891 bis 1921 saß er auch im Stadtrat von Chicago. Außerdem war er zwischen 1891 und 1925 Mitglied im Bezirksvorstand seiner Partei im Cook County. Von 1910 bis 1933 züchtete Kunz in Palatine Rennpferde. In den Jahren 1912, 1916 und 1924 nahm er als Delegierter an den jeweiligen Democratic National Conventions teil.
Bei den Kongresswahlen des Jahres 1920 wurde Kunz im achten Wahlbezirk von Illinois in das US-Repräsentantenhaus in Washington, D.C. gewählt, wo er am 4. März 1921 die Nachfolge von Thomas Gallagher antrat. Nach vier Wiederwahlen konnte er bis zum 3. März 1931 fünf Legislaturperioden im Kongress absolvieren. Im Jahr 1930 unterlag er dem Republikaner Peter C. Granata, der am 4. März 1931 den bis dahin von Kunz gehaltenen Sitz im Repräsentantenhaus einnahm. Dieser legte aber gegen den Ausgang der Wahl Widerspruch ein. Als diesem stattgegeben wurde, konnte Kunz am 5. April 1932 seinen früheren Sitz im Kongress wieder einnehmen und bis zum 3. März 1933 die laufende Legislaturperiode beenden. Im Jahr 1932 wurde er von seiner Partei nicht mehr zur Wiederwahl nominiert.
Nach dem Ende seiner Zeit im US-Repräsentantenhaus ist Stanley Kunz politisch nicht mehr in Erscheinung getreten. Er starb am 23. April 1946 in Chicago, wo er auch beigesetzt wurde.